# Křížová cesta (Dejvice)
Křížová cesta v Dejvicích v Praze je zaniklá cesta, která vedla z Hradčan ke kostelu svatého Matěje v Horní Šárce.

## Historie
Po obnově kostela svatého Matěje roku 1770 se rozvinula tradice velkých svatomatějských poutí, prvních pražský jarních poutí (24. února). Z Prahy křížová cesta vycházela Píseckou branou a lemovalo ji dvanáct raně barokních kapliček z 2. poloviny 17. století doprovázených alejí ovocných stromů. Jedinou dochovanou je kaplička na křižovatce ulic U Matěje a Starého.